# Nolina greenei
Nolina greenei är en sparrisväxtart som beskrevs av Sereno Watson, Elmer Ottis Wooton och Paul Carpenter Standley. Nolina greenei ingår i släktet Nolina och familjen sparrisväxter. Inga underarter finns listade i Catalogue of Life.

## Bildgalleri

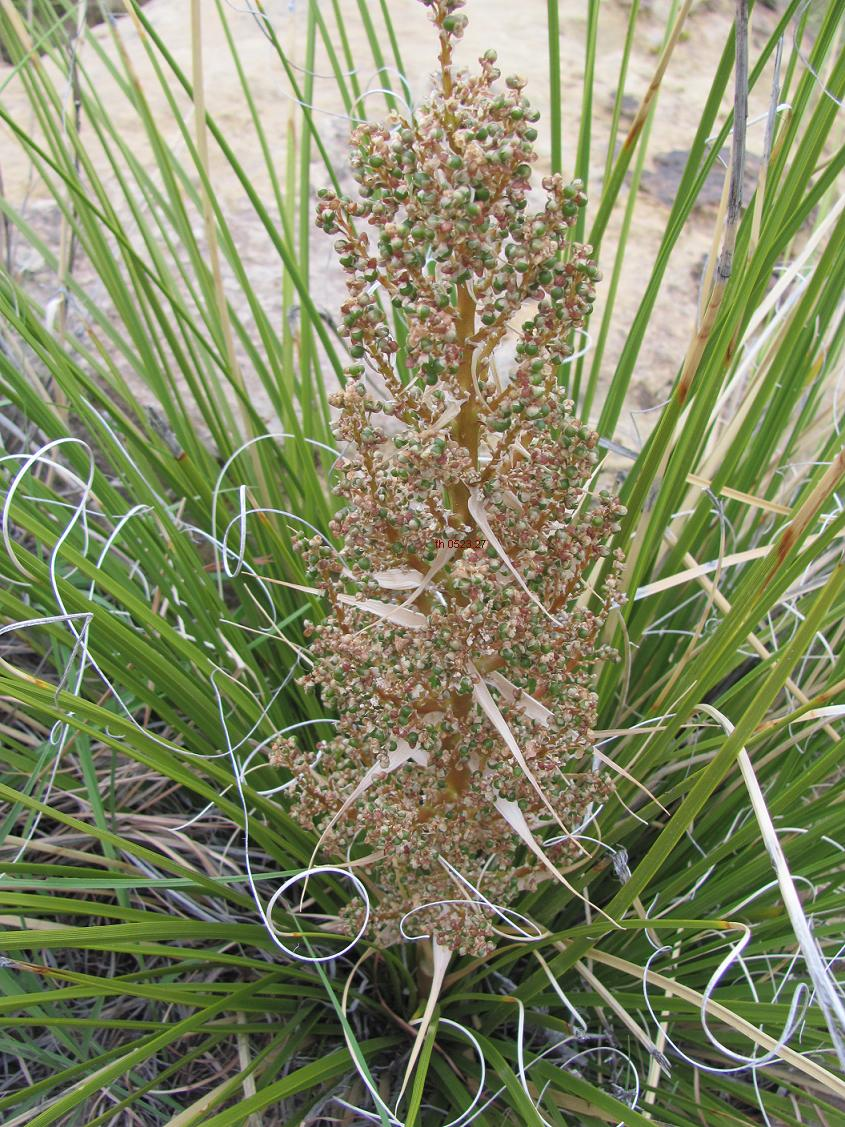
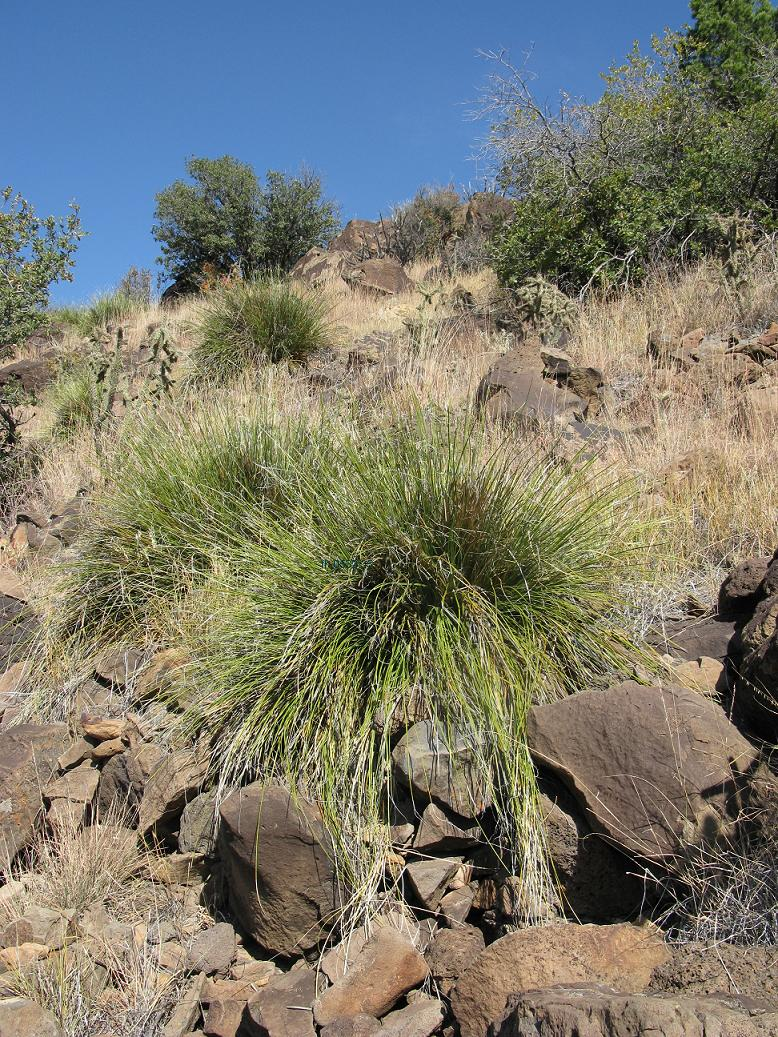
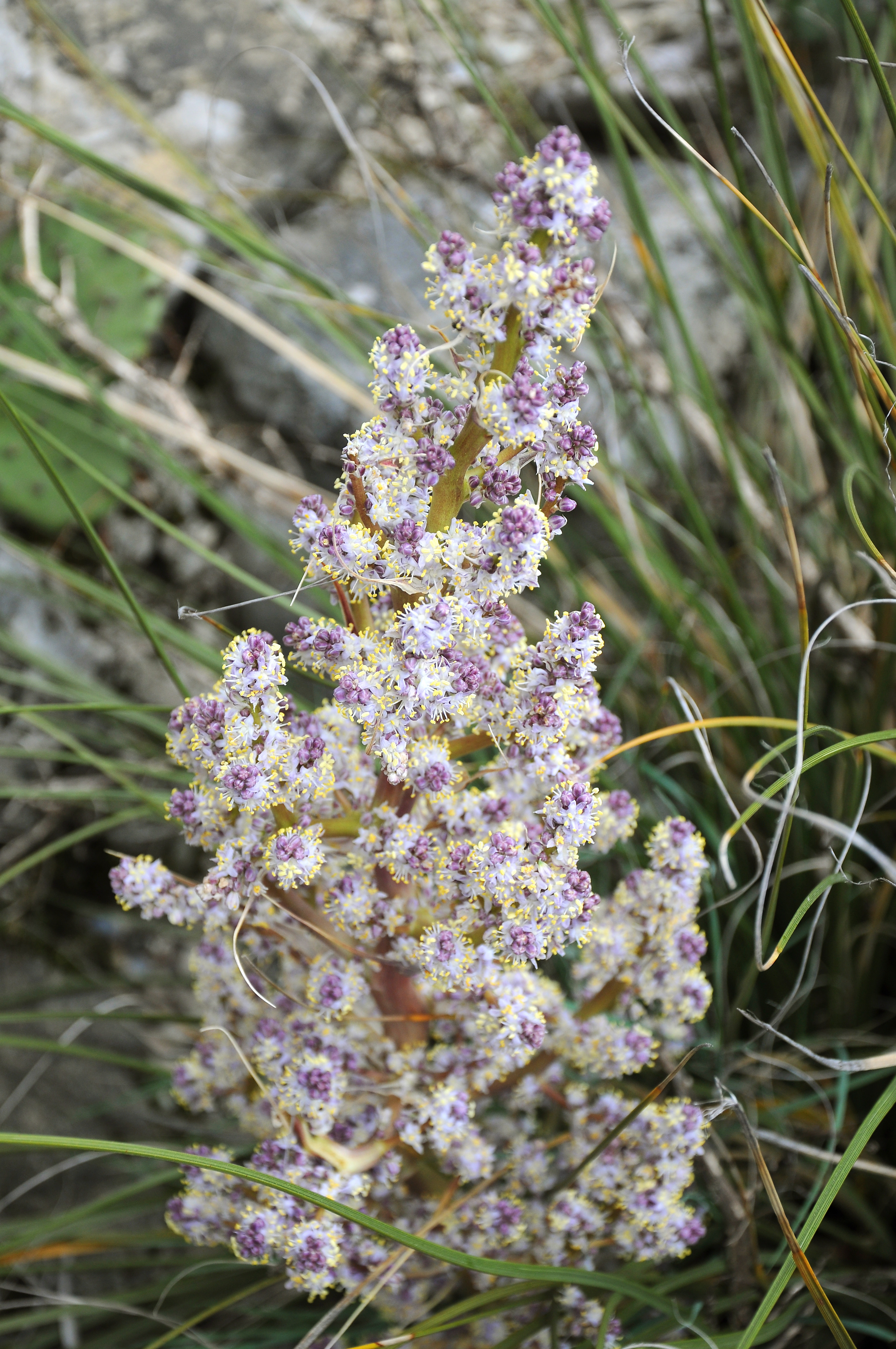
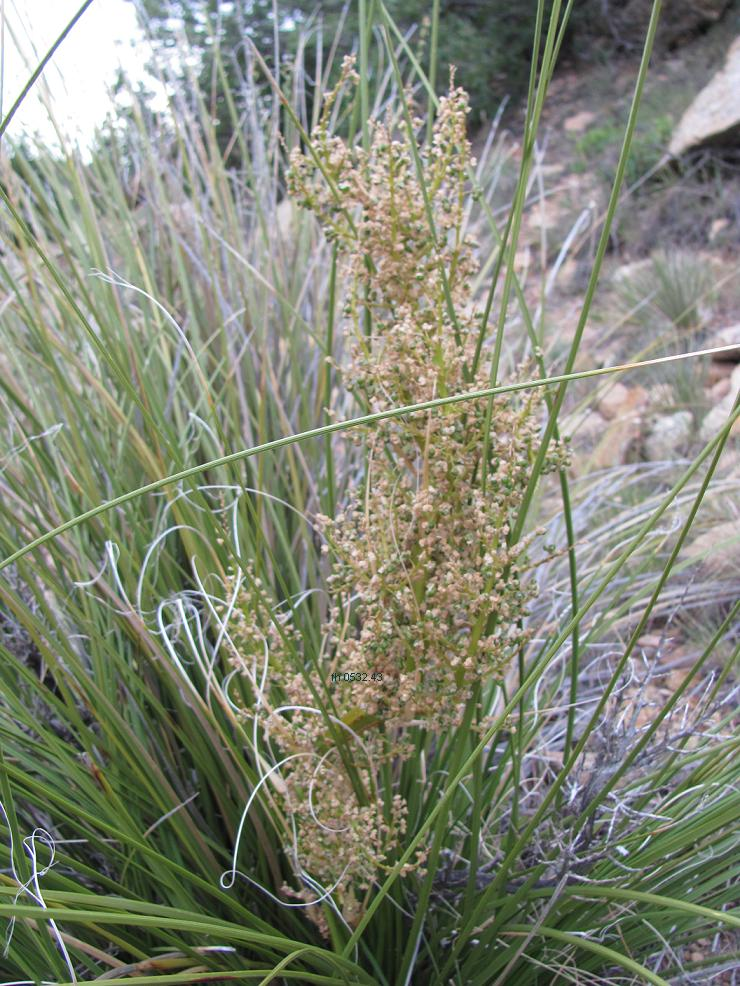
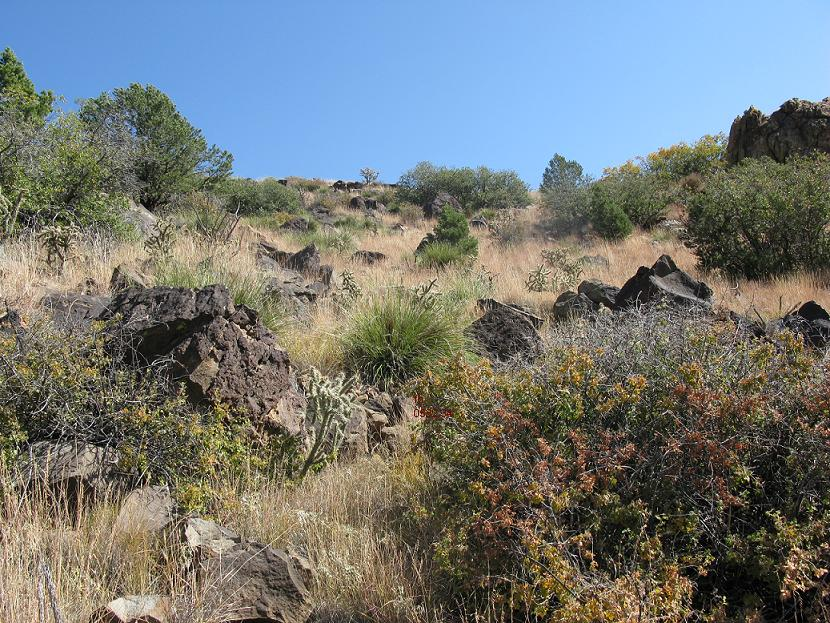
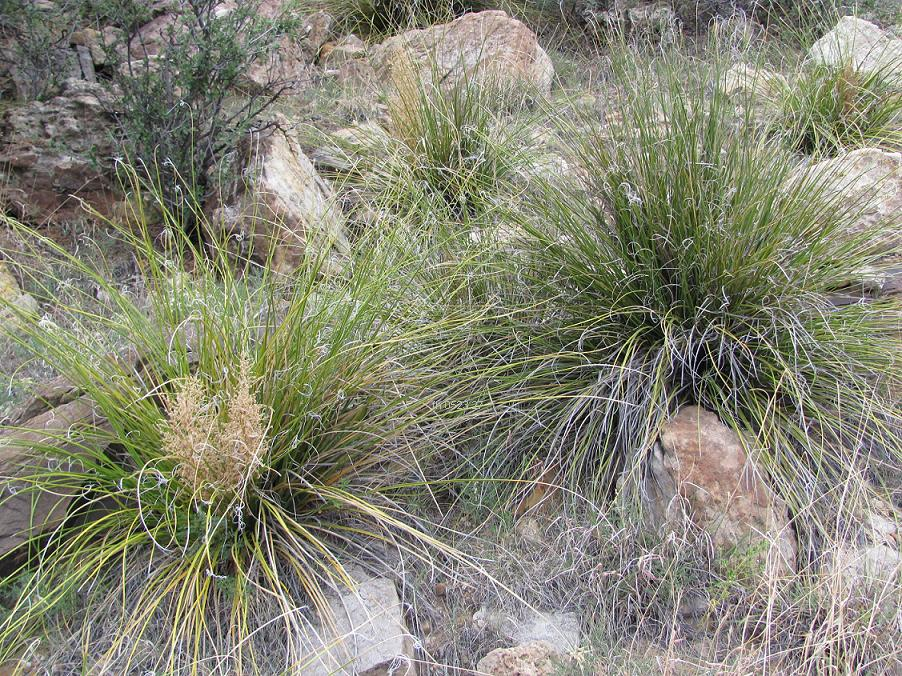